# Barylypa rubricator
Barylypa rubricator är en stekelart som först beskrevs av Szepligeti 1899.  Barylypa rubricator ingår i släktet Barylypa och familjen brokparasitsteklar. Arten är reproducerande i Sverige. Inga underarter finns listade.